# Tió de Nadal
Pour les articles homonymes, voir Nadal.

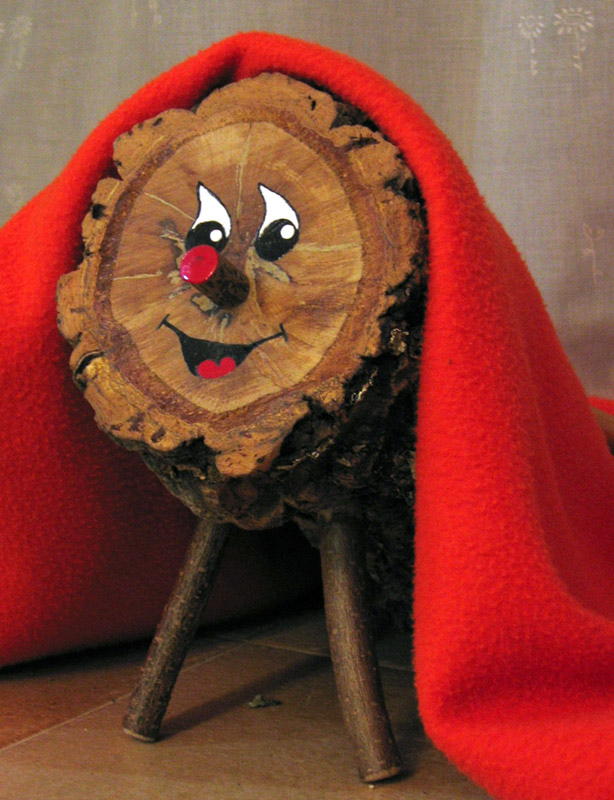
Un Tió de Nadal moderne recouvert d'un drap rouge.

Le Tió de Nadal (« Tison de Noël » en catalan, aussi appelé Tió tout simplement, ou Soca, Xoca ou Tronca) est un élément de la mythologie catalane et une tradition de Noël très répandue en Catalogne, et par extension dans les Pyrénées-Orientales, en Occitanie (soc de Nadal) et en Aragon (tizón de Nadal). Cette tradition est liée à la tradition du sapin de Noël, également porteur de cadeaux pour les plus petits, au Cacho fio (tizón do Nadal en Galice ou Yule log au Royaume-Uni) ou à la bûche de Noël.
À l'origine il s'agissait d'un morceau de tronc du foyer, et son cadeau était la chaleur qu'il apportait à la maison. De nos jours, c'est un tronc creux d'environ 0,3 m de longueur, debout sur deux ou quatre petites jambes en bois, avec un grand sourire dessiné sur une extrémité et souvent un petit nez en bois, le tout étant surmonté d'une barretina miniature.
Commençant le jour de l'Immaculée Conception (le 8 décembre), on donne au tió un peu à « manger » chaque nuit, le recouvrant ensuite avec un drap rouge pour qu'il n'ait pas froid.
Le jour de Noël (ou la veille, selon la tradition familiale), on met le tió à moitié dans le foyer et on lui commande de « chier » (la partie de la tradition concernant le foyer n'est plus aussi répandue qu'autrefois parce que beaucoup de maisons modernes n'en ont plus). Ensuite, pour le faire chier (ce qui est bien le terme que l'on emploie, et non jamais « déféquer » ni rien de plus « propre »), on le bat avec des bâtons en chantant des chansons.
Le tió ne donne pas de grands objets ; ceux-là sont apportés plus tard par les trois Rois mages. Il donne donc des objets de petite taille, généralement des bonbons, des noix et des tourons. Dépendant de la région, il peut aussi donner des figues sèches. Quand il n'a plus rien à chier, il donne un hareng salé, une gousse d'ail, un oignon, ou il « pisse ». Ce que le tió donne est un cadeau à partager entre tout le monde.

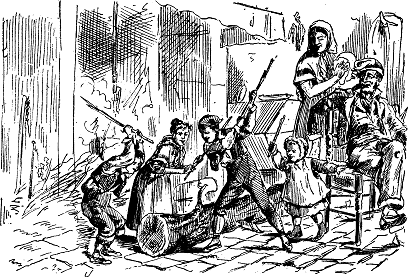
Des enfants font chier le tió.

Voici un exemple (parmi beaucoup d'autres) d'une chanson du Tió de Nadal :
| Caga tió, Caga torró, Avellanes i mató, Si no cagues bé Et daré un cop de bastó. Caga tió! | Chie, bûche, Chie torrons, Noisettes et fromage, Si tu ne chies pas bien, Je vais te donner un coup de bâton. Chie, bûche ! |

Après lui avoir donné de légers coups avec le bâton, le tió est frappé plus fort au dernier Caga, tió!. Quelqu'un met sa main sous le drap et, sans le soulever, prend un cadeau, lequel est ouvert et la chanson recommence. Il y a beaucoup de chansons différentes ; celle-ci n'en est qu'un exemple court.